# Simca-Talbot Solara
 (avril 2023).
Si vous disposez d'ouvrages ou d'articles de référence ou si vous connaissez des sites web de qualité traitant du thème abordé ici, merci de compléter l'article en donnant les références utiles à sa vérifiabilité et en les liant à la section « Notes et références ».
La Simca-Talbot Solara est un modèle d'automobile fabriquée par Talbot.
Il s'agit d'un modèle tricorps de la Talbot 1510, qui a succédé à la Simca-Chrysler 1307 / 1308 / 1309.
Elle est avec la Talbot Samba la dernière voiture fabriquée par ce constructeur.

## Versions
- LS
- GL
- GLS
- SX
- série limitée
  - Pullman
  - Executive
  - Escorial (en Espagne)
  - Minx et Rapier (Grande-Bretagne)

## Motorisations
- « Moteur Poissy » de 1,5 l 70 ch (LS, pullman)
- « Moteur Poissy » de 1,5 l 85 ch (GL)
- « Moteur Poissy » de 1,6 l 70 ch
- « Moteur Poissy » de 1,6 l 88 ch (GLS, SX) puis 90 ch à partir de 1982